# Stazione di Koiwa
La Stazione di Koiwa (小岩駅?, Koiwa-eki) è una stazione ferroviaria di Tokyo situata nel quartiere di Edogawa che serve la linea Chūō-Sōbu della JR East.

## Linee
- East Japan Railway Company
  -  Linea Chūō-Sōbu

## Struttura
La stazione è dotata di una banchina centrale a isola con due binari sopraelevati.
| 1 | ■ Linea Chūō-Sōbu | per Kinshichō, Akihabara, Shinjuku e Mitaka      |
| 2 | ■ Linea Chūō-Sōbu | per Ichikawa, Nishi-Funabashi, Tsudanuma e Chiba |

## Stazioni adiacenti
| «               | Servizio        | »               |
| Linea Chūō-Sōbu | Linea Chūō-Sōbu | Linea Chūō-Sōbu |
| --------------- | --------------- | --------------- |
| Shin-Koiwa      | Locale          | Ichikawa        |